# 125 (число)
Вижте пояснителната страница за други значения на 125.
125 (сто двадесет и пет) е естествено, цяло число, следващо 124 и предхождащо 126.
Сто двадесет и пет с арабски цифри се записва „125“, а с римски цифри – „CXXV“. Числото 125 е съставено от три цифри от позиционните бройни системи – 1 (едно), 2 (две), 5 (пет).

## Общи сведения
- 125 е нечетно число.
- 125-ият ден от годината е 5 май.
- 125 е година от Новата ера.